# Onur Recep Kıvrak
Onur Recep Kıvrak (Alaşehir, 1988. január 1. –) török válogatott labdarúgó, a Trabzonspor játékosa. Beceneve A lepke, amelyet a szurkolók sokszor hihetetlen és látványos védései miatt adtak neki.

## Pályafutása
2008. január 15-én írta alá első profi szerződését a Trabzonspor csapatához. 2013. december 6-án szerződését 2018 nyaráig meghosszabbította a klubbal. 2014. október 2-án, az Európa-ligában a lengyel Legia Warszawa ellen találkozón keresztszalag-szakadást szenvedett. Tizenöt nap múlva műtötték meg, és a 2014-15-ös szezon hátralevő részét teljes egészében kihagyta.
A török válogatottban 2010. május 26-án mutatkozott be, tagja volt a 2016-os labdarúgó-Európa-bajnokságon szereplő csapatnak.

## Fordítás
- Ez a szócikk részben vagy egészben  az   Onur Kıvrak című angol Wikipédia-szócikk fordításán alapul.  Az eredeti cikk szerkesztőit annak laptörténete sorolja fel. Ez a jelzés csupán a megfogalmazás eredetét és a szerzői jogokat jelzi, nem szolgál a cikkben szereplő információk forrásmegjelöléseként.